# Wolfgang Bretholz

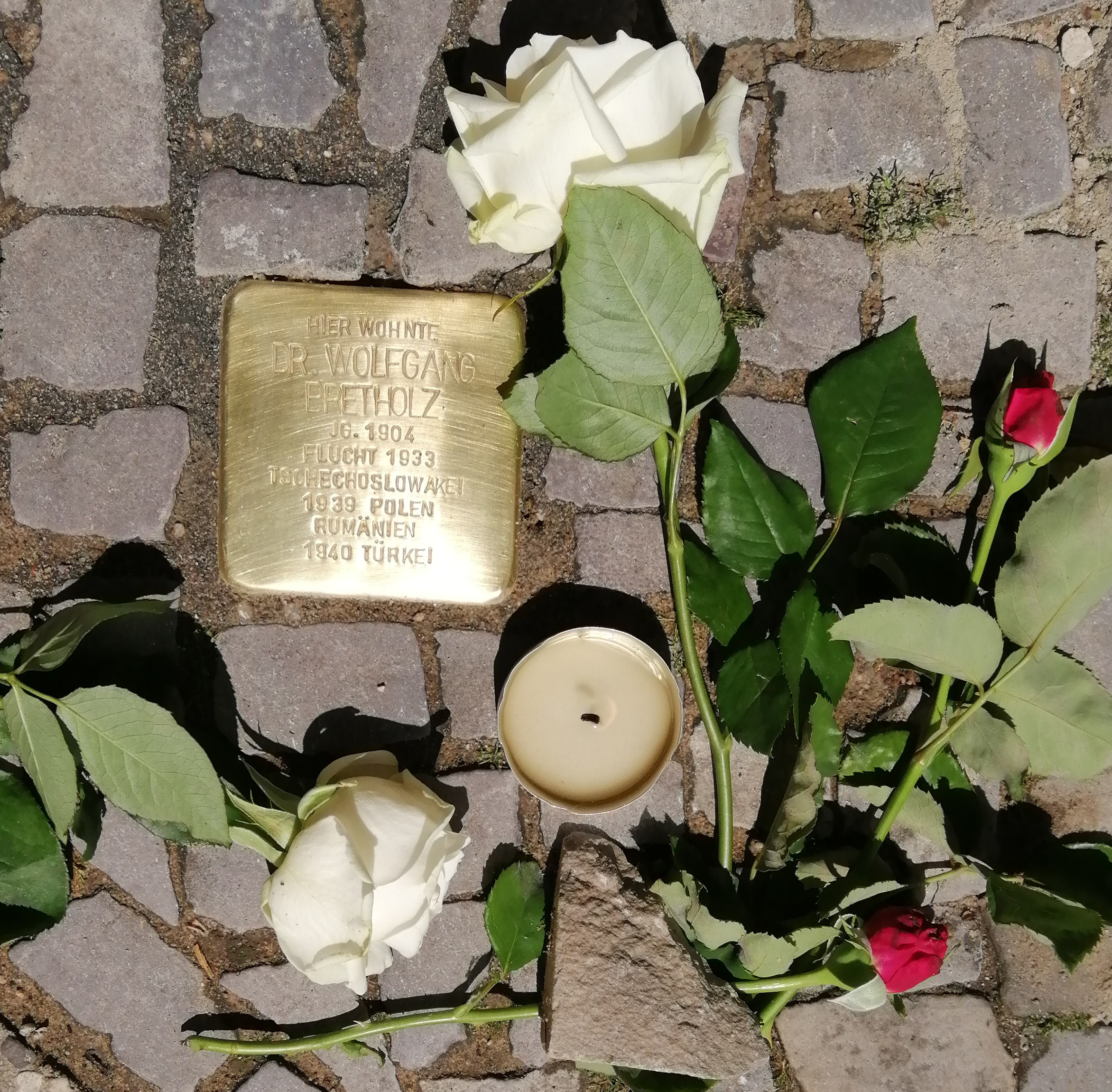
Stolperstein in Berlin-Wilmersdorf

Wolfgang Henry Bretholz, Pseudonyme: Walther Bartz, Otto Olm, Vincenz Perth (* 28. August 1904 in Brünn, Österreich-Ungarn; † 31. August 1969 in Lausanne) war ein Schweizer Journalist.

## Leben und Wirken

### Jugend und Weimarer Republik
Wolfgang Bretholz’ Vater war der deutschmährische Historiker und Landesarchivdirektor Berthold Bretholz. Er wuchs in Brünn auf, das seit 1918 zur Tschechoslowakei gehörte. Nach dem Besuch der Volksschule und des Gymnasiums in Brünn studierte Bretholz Rechtswissenschaften in Berlin und Leipzig. 1925 wurde er an der Universität Leipzig mit einer Arbeit zum Presserecht promoviert.
Von 1925 bis 1927 war Bretholz Redakteur der Dresdner Neuesten Nachrichten, dann von 1927 bis 1929 Redakteur der Braunschweiger Neuesten Nachrichten. 1929 siedelte er als Redakteur für die Wochenschrift Das Tage-Buch nach Berlin über. Im August 1931 wurde er von Theodor Wolff als Ressortleiter für Innenpolitik zum Berliner Tageblatt geholt. Als Verfasser anti-nationalsozialistischer Artikel war Bretholz den Nationalsozialisten besonders verhasst.
In der Nacht zum 28. Februar hatte Wolfgang Bretholz zusammen mit dem jungen Redakteur Hans Weiss Dienst in der Redaktion. Als erste Meldungen eintrafen, begaben sie sich sofort zum brennenden Reichstag. Hans Weiss hatte früher als Laufbursche gearbeitet und kannte Nebeneingänge des Reichstages. „..., als sie eine kleine Seitentür öffnen wollten, wurde das Tor aufgestoßen und eine Anzahl junger Männer in Mützen und Lodenmänteln rannte im Marschschritt auf einen Lastwagen zu, schwang sich hinauf und fuhr ab. Die beiden Journalisten hatten die Stiefel unter den Mänteln sehen können, es waren keine Arbeiter, sondern Nazis. Sie rannten in das Gebäude und rochen das Benzin.  ... Die Pressen drehten sich schon, da kam eine Anweisung - von Goebbels persönlich - dass nichts außer den offiziellen Erklärungen gedruckt werden dürfe. Hans gab Wolff den Schrieb. Wolffs Hände zitterten, als er sagte: »Ich kann nicht. Sag du es ihnen ...«  ... es war Hans (Weiss), der die Pressen stilllegen ließ.“
In der Nacht des Reichstagsbrandes 1933 veranlasste Bretholz Wolff zur Flucht, nachdem er Wolffs Namen auf einer Verhaftungsliste von nationalsozialistisch gesinnten Redakteuren des Hauses Mosse entdeckt hatte. Bretholz brachte den noch zögernden Wolff wenige Stunden vor dem Eintreffen des für diesen bestimmten Verhaftungskommandos zum Bahnhof. Der von Bretholz verfasste März-Artikel  führte zu einem zweitägigen Verbot der Zeitung, was Bretholz zur Flucht aus Deutschland veranlasste.

### Exil und Zweiter Weltkrieg
Im Exil fand Bretholz zunächst ein Auskommen in Prag, wo er zusammen mit Paul Cassirer die Zeitung Prager Mittag gründete, für die unter anderem Adalbert Spann und K. E. Winter als Mitarbeiter gewonnen werden konnten. Anschließend war Bretholz von 1935 bis 1939 als Redakteur für die Prager Presse tätig. Seit 1937 war er zudem Korrespondent für die Schweizer National-Zeitung. Bretholz war einer der ersten oppositionellen Exilanten, die ausgebürgert wurden: Im Reichsanzeiger vom 29. März 1934 erschien er in der zweiten Ausbürgerungsliste des Deutschen Reichs auf Platz 5 neben den Ausbürgerungen von Johannes R. Becher (Nr. 1), Albert Einstein (Nr. 9) und Oskar Maria Graf (Nr. 11). Am 30. November 1938 folgte die Aberkennung seines Doktorgrades durch die juristische Fakultät der Universität Leipzig.
Kurz vor der Errichtung des Protektorates Böhmen und Mähren floh Bretholz im März 1939 nach Polen. Dort arbeitete er als Berichterstatter für Schweizer und schwedische Zeitungen. Der Ausbruch des Zweiten Weltkriegs zwang ihn, zunächst nach Ost-Polen zu gehen, wo er kurzzeitig interniert wurde und wo er einige der wenigen existierenden Zeitungsberichte über die Anfänge der sowjetischen Verwaltung der östlich der Curzon-Linie gelegenen Gebiete in den Jahren 1939 bis 1941 verfasste. Von dort reiste Bretholz zunächst nach Rumänien.
1940 ging Bretholz in die Türkei. Seit 1944 berichtete er aus Bulgarien.
Seit 1948 lebte er dauerhaft in der Schweiz, die ihn bereits in den 1930er Jahren naturalisiert hatte. Für die deutsche Presse war er nach 1950 unter anderem als „diplomatischer Korrespondent“ der Welt am Sonntag tätig. Politisch vertrat er zu dieser Zeit konservative Ansichten: So wetterte er gegen die „unverbesserlichen Illusionisten der Entspannung“ und den Atomsperrvertrag und kritisierte „radikale Unruhestifter“ an deutschen Universitäten.

### Späte Lebensjahre
In der Nachkriegszeit veröffentlichte Bretholz außerdem eine Reihe von Büchern, die sich autobiographischen Erlebnissen und verschiedenen Fragen der Weltpolitik widmeten. Besondere Aufmerksamkeit erntete er mit dem Buch Aufstand der Araber, das ein amerikanischer Kritiker als beeindruckende Arbeit lobte: “impressive in its scope, in the detail of its commentary and, not least of all, in its size”.

### Rezeption
Bretholz, dessen Schreibstil dem Nachruf im Spiegel zufolge vom „k. u. k. Couleur“ seiner Herkunft aus dem habsburgischen Mähren geprägt war, starb 1969, bereits seit Jahren krank, in einem Schweizer Kantonsspital. Sein letztes Buch, eine Biografie seines Mentors Wolff, kam nicht über eine Vorstudie hinaus.
Zu Bretholzs schriftstellerischen Arbeiten finden sich überwiegend ausgesprochen positive Einschätzungen: Konrad Adenauer fand Bretholzs Artikel über fremde Länder beispielsweise, dem Spiegel zufolge, „besser als alle Krimis“. Der Amerikaner John Calhoun Merrill kennzeichnete ihn 1968 mit dem Hinweis „Bretholz […] is generally recognized as one of the best writers on international affairs in Europe.“ Und der Historiker Walther Hofer charakterisierte Bretholz mit den Worten: „[ein] glänzender Journalist, überzeugter Demokrat und unbeugsamer Gegner der Nationalsozialisten“.

### Ehrungen
Am 24. Juni 2023 wurde vor seinem ehemaligen Wohnort, Berlin-Wilmersdorf, Zähringerstraße 18, ein Stolperstein verlegt.

## Schriften

### Buchveröffentlichungen
- Das System der pressrechtlichen Verantwortlichkeit. Grundlagen für eine Neuregelung der deutschen Pressgesetzgebung, 1926. (Dissertation, Leipzig)
- Josef Fischer; Václav Patzak[9]; Vincenc Perth: Jejich boj. Co chce a čemu slouži SdP? Prag : Nova Svoboda, 1937
- Josef Fischer; Václav Patzak; Vincenc Perth: Ihr Kampf : die wahren Ziele der Sudetendeutschen Partei. Karlsbad : Graphia, 1937
- Ich sah sie stürzen. Bericht über die Ereignisse in Ost- und Südosteuropa in den Jahren 1944-48, Desch, München 1955 DNB 450616908.
- Indien. Pakistan, Indien, Burma, Thailand (Siam), Laos, Kambodscha, Vietnam. (Mit dem Fotografen Hans Keusen) Desch, München 1957.
- Aufstand der Araber, Desch, München / Wien / Basel 1960, DNB 450616894.

### Aufsätze
- The Soviet Union and the German Question. In: Bulletin, Band 11, April 1964, 6–7.

### Zeitungsartikel (Auswahl)
- Der Weg ins Dunkle. In: Berliner Tageblatt, 31. Mai 1932,
- Im Namen der Freiheit. In: Berliner Tageblatt, Nr. 108, 4. März 1933.
- Volksdemokratien in der Krise. In: Die Welt, 15., 16., 17. und 20. Januar 1953.